# Wieringerrandmeer
Het Wieringerrandmeer was een project van de Nederlandse provincie Noord-Holland en de gemeenten Wieringen en Wieringermeer om van Wieringen weer een eiland te maken.

## Achtergrond
Wieringen is sinds 1924 onderdeel van het vasteland en wordt onder meer gebruikt voor bewoning en landbouw. Echter midden jaren 90 ontstond op Wieringen het initiatief om van Wieringen weer een eiland te maken, door een randmeer te ontwikkelen tussen Wieringen en de Wieringermeerpolder. De gemeente Wieringen ondersteunde deze wens en buurgemeente Wieringermeer en de Provincie Noord-Holland haakten aan.
Wieringen zou weer een eiland worden. Rondom het meer zouden woningen, bedrijven en (recreatieve) voorzieningen komen alsmede natuurgebieden. Het Wieringerrandmeer zou in verbinding komen te staan met het Amstelmeer, het IJsselmeer en de Waddenzee. De provincie Noord-Holland en andere betrokkenen, verenigd in het Projectbureau Wieringerrandmeer, wilden met dit grootschalige project de Kop van Noord-Holland "een sociaal-economische impuls" geven. Vooral de pleziervaart zou gebaat zijn bij het ontstaan van het randmeer, waaraan de slogan ‘Meer om te beleven’ werd gegeven. Het plan werd echter door de oplopende kosten steeds meer bekritiseerd en met name agrariërs zagen het plan totaal niet zitten.

## Ontwikkelingen
In 2003 schreef de provincie Noord-Holland samen met de betrokken gemeenten en het hoogheemraadschap een ontwerpcompetitie uit voor het ontwikkelen van een integrale visie op het gebied. Vijf consortia namen hieraan deel. De winnende partij, Lago Wirense, bestaande uit VolkerWessels en Boskalis mocht participeren in het project en aan hen werd gevraagd om medeverantwoordelijkheid te dragen. Dit leidde tot het opstellen van een intentieverklaring voor de samenwerking tussen de verschillende overheden en het gekozen consortium.
Op 5 maart 2007 werd een publiek-private samenwerkingsovereenkomst (PPS) tussen de publieke partijen (provincie en gemeenten) en de marktpartijen (Boskalis, VolkerWessels) voor de aanleg van het Wieringerrandmeer gesloten. Aansluitend werden de planologische voorbereidingen ter hand genomen en de plannen gedetailleerder uitgewerkt.

## Betrokken partijen
Het project werd getrokken door de Stuurgroep Wieringerrandmeer, waarin naast de Provincie, de gemeenten en Lago Wirense, ook Staatsbosbeheer, Domeinen en het Hoogheemraadschap Hollands Noorderkwartier zitting hadden.

## Planning
Volgens de planning zou in de zomer van 2010 een begin gemaakt worden met de daadwerkelijke aanleg, maar doordat het ontwerp-exploitatieplan nog niet was vastgesteld, was het onduidelijk wanneer men daadwerkelijk zou beginnen. Hoewel de planning was dat het randmeer al binnen 5 jaar na aanvang zou worden aangelegd, zou de totale gebiedsontwikkeling veel langer duren. Naar verwachting zouden pas rond 2030 de laatste onderdelen van het plan zijn gerealiseerd.

## Natuur
Door de aanleg van het Wieringerrandmeer zou er een groot aaneengesloten natuurgebied ontstaan tussen IJsselmeer en Amstelmeer, dat gekenmerkt zou worden door bos, water en rietlanden. Deze aaneengesloten natuurzone maakte daarbij dan onderdeel uit van de provinciale ecologische hoofdstructuur (PEH), de “Noordboog”.

## Cijfers
- Het totale plangebied bedroeg 1600 ha, waarvan 250 ha door woningen zou worden ingenomen.
- Het totale wateroppervlak bedroeg ca. 860 ha.
- Het totale oppervlak nieuwe natuur bedroeg ruim 400 ha.
- Ten behoeve van het project zou 128 ha nieuw bewoonbaar bos aangeplant worden.

## Weerstand en alternatief
Niet iedereen was even ingenomen met de komst van het Wieringerrandmeer. Op het huidige landgebied van Wieringen en Wieringermeer zijn zo’n 30 agrarische bedrijven gevestigd. De boeren zagen zich gedwongen hun bedrijf te verhuizen. Gemeenten en provincie stelden dat de toekomst van de landbouw in deze regio zeker zou zijn en een “stabiel toekomstperspectief” bood, maar daar hadden deze agrariërs sterke twijfels bij. Ook zou de gewijzigde waterhuishouding in het gebied een negatieve weerslag hebben op andere landbouwgronden.
Op 27 juni 2008 werd “Het Andere Wieringerrandmeer” gepresenteerd, een alternatief plan van bewoners en zowel boeren- als natuurorganisaties, verenigd in het Wierings Beraad. In dit plan zou het onder water te zetten gebied kleiner worden, zouden minder woningen gebouwd worden die bovendien dichter bij het IJsselmeer kwamen en zouden minder boerenbedrijven hoeven te wijken. Ook andere, als luxueus beoordeelde, onderdelen van het Wieringerrandmeerproject waaronder een vaarverbinding IJsselmeer-Amstelmeer, waarvoor een schutsluis bij de Zuiderhaven zou worden aangelegd, kwamen in het alternatief te vervallen. Het Wierings Beraad meende dat er geen behoefte was om in de Kop van Noord-Holland een groot randmeer aan te leggen.

## Beslissing
Op 3 november 2010 maakten de Gedeputeerde Staten van de provincie Noord-Holland bekend het hele project te willen afblazen wegens het niet rond krijgen van de financiën. Op 15 november besloten Provinciale Staten het project af te gelasten.